# Makartizem
Makartízem (angleško McCarthyism, tudi second Red Scare »drugi rdeči preplah«) je publicistični izraz, ki je prišel v rabo po drugi svetovni vojni, ki definira pojav preganjanja komunistične ideologije in njenih pristašev v Združenih državah Amerike.
Makartizem je bila politična represija in preganjanje levičarskih posameznikov ter kampanja, ki je širila strah pred domnevnim komunističnim in sovjetskim vplivom na ameriške institucije ter sovjetskim vohunjenjem v ZDA v poznih 40. in 50. letih 20. stoletja. Ameriški senator Joseph McCarthy, ki je vodil kampanjo, je po sredini petdesetih let dvajsetega stoletja postopoma izgubil svojo javno priljubljenost in verodostojnost, potem ko se je več njegovih obtožb izkazalo za lažne. Vrhovno sodišče ZDA pod vodstvom vrhovnega sodnika Earla Warrena je sprejelo vrsto sodb o državljanskih in političnih pravicah, s katerimi je razveljavilo več ključnih zakonov in zakonodajnih smernic ter pomagalo končati drugi rdeči strah. Zgodovinarji so od osemdesetih let 20. stoletja dalje predlagali, da bi bilo treba zaradi McCarthyjeve vpletenosti, ki ni bila tako osrednja kot vpletenost drugih, namesto tega uporabljati drug in natančnejši izraz, ki bolj natančno izraža širino pojava, in da je izraz makartizem zdaj zastarel. Ellen Schrecker je predlagala, da je primernejši izraz huverizem po vodji Zveznega preiskovalnega urada Johnu Edgarju Hooverju.